# Trzemsze
Trzemsze – przysiółek wsi Złotów w Polsce, położony w województwie dolnośląskim, w powiecie trzebnickim, w gminie Zawonia.
W latach 1975–1998 przysiółek położony był w województwie wrocławskim.